# Démineur (genre de jeu vidéo)
Pour les articles homonymes, voir Démineur.
Le Démineur (Minesweeper) est un jeu vidéo de réflexion dont le but est de localiser des mines cachées dans une grille représentant un champ de mines virtuel, avec pour seule indication le nombre de mines dans les zones adjacentes.
De nombreuses versions gratuites du Démineur existent, mais la plus connue est[réf. souhaitée] celle fournie par défaut avec le système d'exploitation Microsoft Windows[Lequel ?]. Cette version particulière, sans avoir inventé le concept, l'a popularisé, et la désignation « Démineur » identifie souvent cette version précise et non le principe général du jeu.[réf. souhaitée]
Par défaut, le jeu se joue avec la souris d'ordinateur, mais peut également aujourd'hui se jouer sur un écran tactile.

## Variante de windows
Les graphismes du jeu sous Windows n'ont guère évolué entre la version sur Windows 3.0 jusqu’à Windows XP ; néanmoins, on constate que sous Windows Vista et Windows 7, les graphismes ont été améliorés.
À partir de Windows 8, le Démineur n'est plus fourni avec Windows. Il passe sous la forme d'une application Xbox appelée « Microsoft Minesweeper » téléchargeable sur le Windows Store. Le jeu acquiert dès lors de nouveaux graphismes (un mode moderne et un autre mode « jardin »), un mode aventure et des récompenses à gagner avec un compte Xbox Live.

## Histoire
Le démineur trouve son origine dans les années 1960 et 1970 en tant que l'un des premiers jeux sur ordinateur à une époque ou les ordinateurs se trouvaient dans des laboratoires ou dans de grandes entreprises. Le démineur s'inspire notamment du jeu de Jerimac Ratltiff "Cube".
Le démineur ainsi que son genre deviendra populaire durant les années 1980 avec les titres Mined-Out ou Yomp.

## Système de jeu

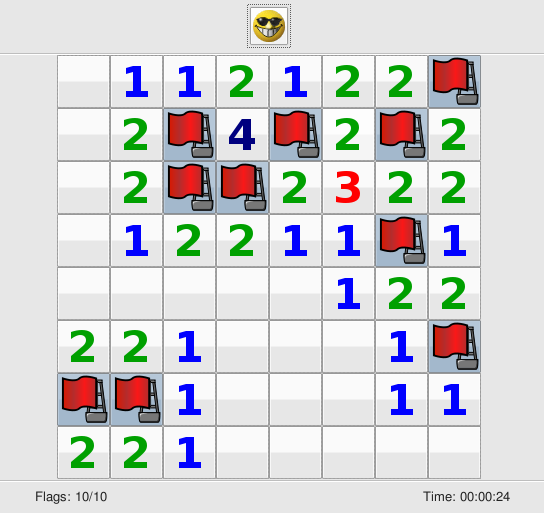
Champ de mines en deux dimensions (2D)

### Généralités
Le champ de mines du Démineur est représenté par une grille, qui peut avoir différentes formes : deux ou trois dimensions, pavage rectangulaire ou non, etc.
Chaque case de la grille peut soit cacher une mine, soit être vide. Le but du jeu est de découvrir toutes les cases libres sans faire exploser les mines, c'est-à-dire sans cliquer sur les cases qui les dissimulent.
Lorsque le joueur clique sur une case libre comportant au moins une mine dans l'une de ses cases avoisinantes, un chiffre apparaît, indiquant ce nombre de mines. Si en revanche toutes les cases adjacentes sont vides, une case vide est affichée et la même opération est répétée sur ces cases, et ce jusqu'à ce que la zone vide soit entièrement délimitée par des chiffres. En comparant les différentes informations récoltées, le joueur peut ainsi progresser dans le déminage du terrain. S'il se trompe et clique sur une mine, il a perdu.
On peut signaler les cases contenant des mines présumées par un drapeau en cliquant sur le bouton droit de la souris — mais ce n'est aucunement obligatoire. Il faut faire attention à ne pas signaler une case saine par un drapeau, car cela peut induire en erreur ; ce n'est toutefois pas aussi pénalisant que de découvrir une mine.
Dans le démineur de Windows, il est possible de cliquer simultanément avec les boutons gauche et droit de la souris sur une case. Cette manipulation est à faire sur une case ayant un numéro (donc avec une ou plusieurs mines à proximité) et lorsque le joueur a préalablement déminé le nombre requis de mines alentour. Dans ce cas là, toutes les autres cases adjacentes dépourvues de drapeau seront découvertes, permettant ainsi de gagner du temps.
Le jeu est chronométré, ce qui permet de conserver les meilleurs scores.
Jusqu'à Windows XP, le démineur de Windows contenait également un smiley prenant différentes humeurs selon la situation : souriant en temps normal, triste lorsque le joueur a perdu, portant des lunettes de soleil lorsqu'il a gagné et nerveux lorsque le bouton de la souris est enfoncé. Un clic sur ce smiley permettait de commencer une nouvelle partie.

### Logique ou hasard?
Si le jeu du Démineur est un problème NP-complet, il invite cependant le joueur à combiner plusieurs tactiques, selon le degré de probabilité. On peut avoir des certitudes absolues selon le nombre d'informations qui s'entrecoupent ; mais on peut aussi n'en avoir absolument aucune, notamment lors des premiers coups où l'on est obligé de procéder à l'aveuglette ; enfin, on peut, sans avoir de certitude absolue, calculer de fortes probabilités. Il s'agit donc alternativement d'un jeu de hasard et d'un casse-tête.
Certaines variantes cherchent à diminuer la part du hasard. Les plus simples offrent une option dans laquelle certaines cases connues du joueur, typiquement les coins, sont toujours sûres. Les plus sophistiquées jouent elles-mêmes en cas de situation où l'on ne peut pas trancher. Une variante particulière[Laquelle ?] a poussé ce dernier procédé dans ses limites : en demandant au joueur de jouer une case ou bien de déclarer explicitement qu'il croit ne pas pouvoir décider, elle rend chaque coup possible dans un espace mathématique étendu !

### Mesure de difficulté
La difficulté d'une grille de Démineur peut être mesurée avec un indice : le 3BV (abréviation de Bechtel's Board Benchmark Value).

## Variantes
Le Démineur existait avant Windows, et a été exploité une fois bien connu du grand public sur de nombreuses plateformes (Macintosh, Linux…). Il existe également comme extension des navigateurs de la famille Mozilla. Dans la version Mozilla, il existe également un pavage hexagonal :
Des variantes plus exotiques existent qui proposent des variations de la structure du jeu avec par exemple des plateaux de jeu non plans, plusieurs mines par case, l'intégration d'une levée des indécidables ou bien du déroulement du jeu avec par exemple des parties en temps limité. Certains programmes offrent aussi des facilités pour le jeu à plusieurs joueurs, comme la certification des résultats en vue de l'établissement de classements, et des statistiques sur de nombreux aspects du jeu, comme sa difficulté théorique compte tenu de la distribution des mines.

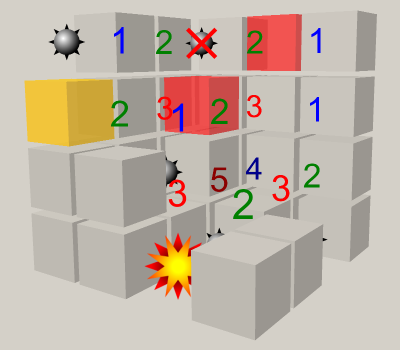
Jeu de Démineur en 3D.
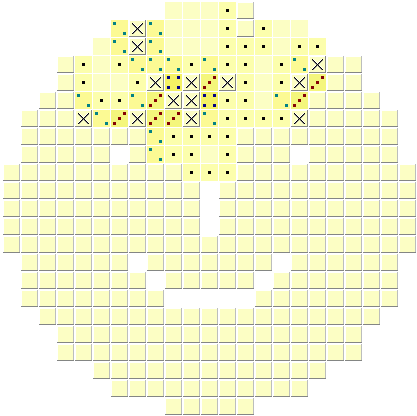
Clone du Démineur non rectangulaire.
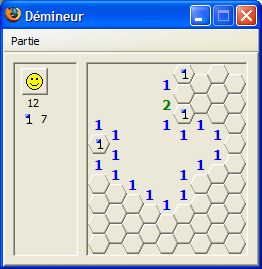
Clone du Démineur fonctionnant sur le navigateur Firefox (version hexagonale).
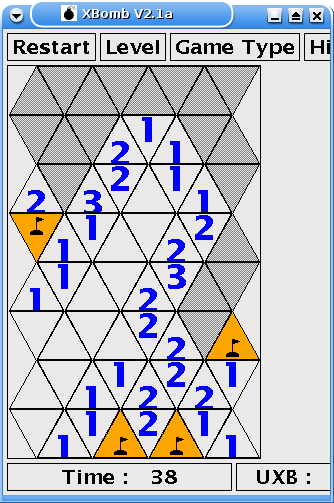
Clone triangulaire du Démineur.
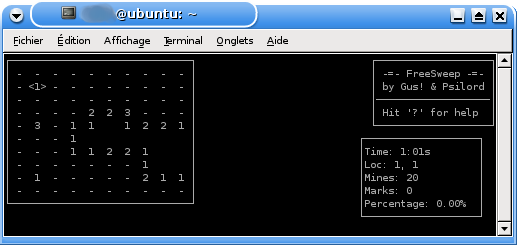
Clone du Démineur sur console système sous Ubuntu.

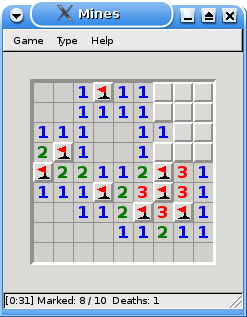
Le joueur ne doit jamais deviner dans « Mines », une version libre de Simon Tatham sur Ubuntu/Linux.
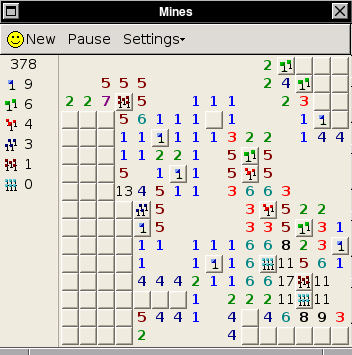
Variante avec plusieurs mines dans certaines cellules, sous Firefox.
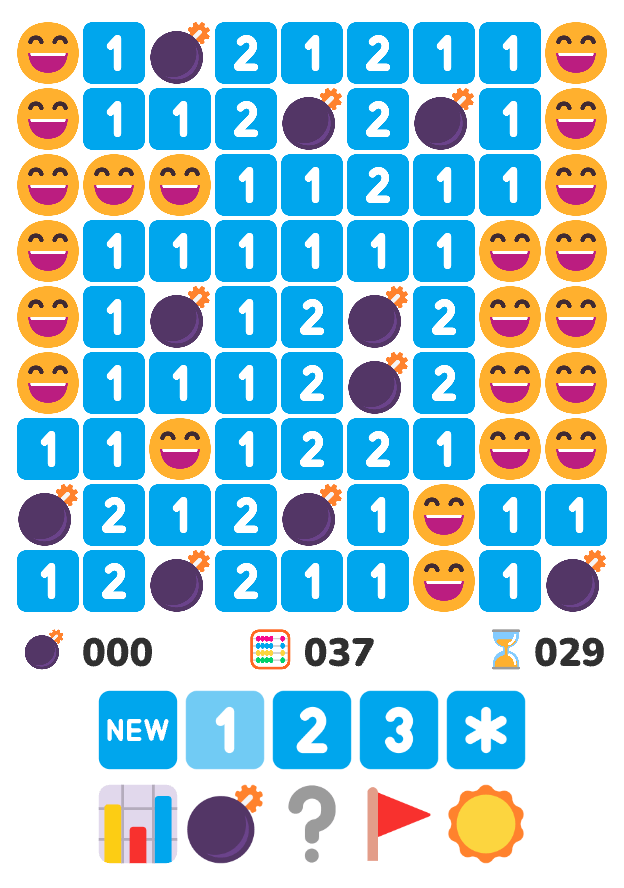
Variété de démineur utilisant emoji.

## Records
Le record du monde de vitesse de résolution du Démineur, dans les trois catégories de jeu (débutant, intermédiaire et expert) cumulées, serait détenu par le polonais Kamil Murański avec les temps suivants :
- Cumulé : 38,653 secondes
- Débutant : 0,49 secondes
- Intermédiaire : 7,03 secondes
- Expert : 31,133 secondes[4]

## Bugs
Dans la version Windows du Démineur, en tapant durant le jeu le mot-clé « xyzzy », puis en appuyant sur la touche « Entrée » et « Majuscule », le pixel du coin supérieur gauche de l'écran (écran Windows, et non pas la fenêtre de jeu) devient noir lorsque le curseur passe sur une mine, et blanc lorsqu'il passe sur une case libre.

## Postérité
La version Windows du Démineur est l'une des entrées de l'ouvrage Les 1001 jeux vidéo auxquels il faut avoir joué dans sa vie.
Dans un livre de 2023, Kyle Orland, journaliste spécialisé dans l'informatique, a révélé que Bill Gates, patron de Microsoft, était "devenu accro" au jeu et que son équipe avait dû le retirer de son ordinateur.
Le jeu est parodié par l'équipe de CollegeHumor (en), dans un sketch prenant la forme d'une fausse bande-annonce pour un film intitulé Minesweeper: The Movie.